# Dichocera riederi
Dichocera riederi là một loài ruồi trong họ Tachinidae.